# Pasembur

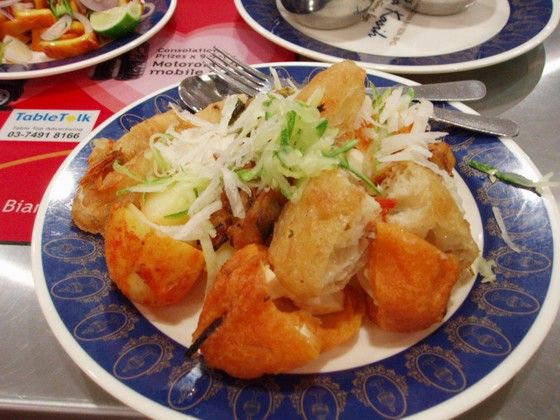

Pasembur es una ensalada típica de Malasia y de la India que consiste en un conjunto de verduras picadas: pepino, nabos, patatas, brotes de soja, gabas fritas, carne de cangrejo especiada, pulto frito, etc. Todo ello servido con una salsa dulce especiada.